# بوميرانيون

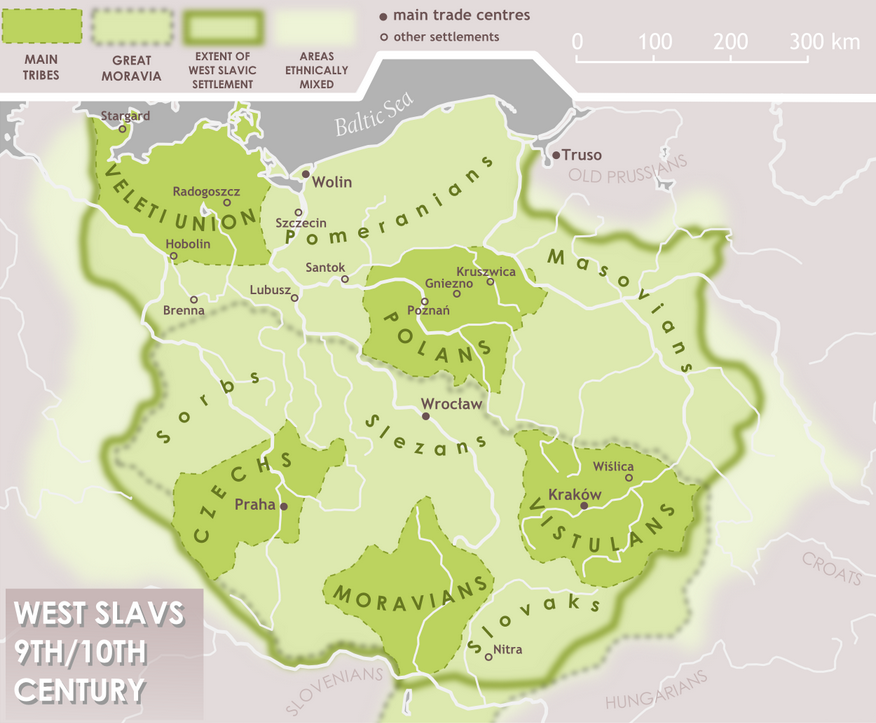

البوميرانيون (بالإنجليزية: Pomeranians)‏ (بالألمانية: Pomoranen) (باللغة البولندية Pomorzanie) هم مجموعة من قبائل السلاف الغربيين الذين عاشوا في المنطقة الواقعة على طول ساحل بحر البلطيق وعلى مصاب نهري أودر وفيستولا.
تحدث البوميرانيون باللغة البوميرانية، والتي تنتمي إلى اللغات الليختية، والتي هي بدورها فرع من عائلة اللغات السلافية الغربية.
أتت تسمية منطقة بوميرانيا من السلافية po more، والتي تعني عند البحر.

## اقرأ أيضاً
- بوميرانيا